# Suk Man Yu
Suk Man Yu (Suwon, Corea del Sud, 1946 - Barcelona, 24 de novembre de 2015) fou un directiu sud-coreà.

## Trajectòria
Interessat en la realitat cultural catalana, va contribuir a l'intercanvi cultural organitzant mostres sobre l'obra d'Antoni Gaudí a la ciutat de Pusan i promoció de productes catalans a Corea del Sud, així com l'ensenyament del català a les universitats coreanes. El 2000 va participar en les conferències Àsia. Perspectives Interculturals organitzades per la Universitat Autònoma de Barcelona conjuntament amb la Cambra Oficial de Comerç i Indústria de Sabadell, el Consolat General del Japó a Barcelona i l'empresa Samsung Electrònics Iberia. També ha col·laborat en la publicació del Diccionari català-coreà de la Universitat de Chonbuk. El 2009 va rebre la Creu de Sant Jordi.